# Melrand
Melrand (bret. Mêlrant) – miejscowość i gmina we Francji, w regionie Bretania, w departamencie Morbihan.
Według danych na rok 1990 gminę zamieszkiwały 1584 osoby, a gęstość zaludnienia wynosiła 39 osób/km² (wśród 1269 gmin Bretanii Melrand plasuje się na 400. miejscu pod względem liczby ludności, natomiast pod względem powierzchni na miejscu 142.).